# 西村元貴
西村 元貴（にしむら もとき、1990年2月19日 - ）は、日本の俳優。
新潟県加茂市出身。所属事務所はホットロード。

## 略歴
果樹がメインの農園を営み長男で家業を継ぐ為に新潟大農学部に進学した。
そこで県内でモデルを務める農学部の先輩に誘われ、学業と並行してモデルの仕事を始める。
モデルをやりながら、表現することに魅力を感じ、モデルから俳優志望に方向転換し、大学卒業後に上京し、俳優の養成学校に2年間通い、現事務所に所属した。

## 人物
- サイズ: B89cm W69cm H92cm S27cm[3]
- 趣味:農作業、読書、旅行 [3]
- 特技:空手（初段、県大会2回優勝） 書道（硬筆4段、毛筆3段） [3]
- 資格:第1種普通自動車免許 漢字検定2級[3]

## 出演

### テレビドラマ
- ペテロの葬列 第1話 - 第4話、第10話・最終話（2014年7月7日 - 28日、9月8日・15日、TBS） - 今内大輔 役
- マザーズ（2014年10月18日、中京テレビ） - 石川裕一 役
  - マザーズ 2015 17歳の実母（2015年12月19日） - 小林拓也 役
- アイアングランマ 第3話 - 最終話（2015年1月24日 - 2月14日、NHK BSプレミアム） - 辻政夫 役
- 永遠の0 第2夜（2015年2月12日、テレビ東京） - 西川保 役
- 連続ドラマW 予告犯 -THE PAIN-（2015年6月7日 - 7月5日、WOWOW）
- 松本清張特別企画 共犯者（2015年9月30日、テレビ東京） - 小川弘幸 役
- 遺産争族 第1話 - 第3話、第8話（2015年10月22日 - 11月5日、12月10日、テレビ朝日） - 相川裕也 役
- 連続ドラマW 誤断 第1話 - 第4話（2015年11月22日 - 12月13日、WOWOW）
- 第14回テレビ朝日21世紀新人シナリオ大賞「夏目家どろぼう綺談」（2016年1月3日、テレビ朝日）- 寺田寅彦 役
- 水族館ガール（2016年6月17日 - 9月2日、NHK総合） - 矢神拓也 役
- カインとアベル（2016年10月17日 - 12月19日、フジテレビ） - 安藤充 役
- 連続ドラマW 社長室の冬-巨大新聞社を獲る男-（2017年4月30日 - 5月28日、WOWOW） - AMCニュース記者 役
- きみが心に棲みついた 第4話 - 第7話、第9話（2018年2月6日 - 27日、3月13日、TBS） - 市ノ瀬高文 役
- 日経ドラマスペシャル 琥珀の夢（2018年10月5日、テレビ東京）
- 連続テレビ小説「まんぷく」 第128話 - 最終話（2019年3月4日 - 30日、NHK） - 立花源 役[5]
- 連続ドラマW 坂の途中の家（2019年4月27日 - 6月1日、WOWOW） - 森山哲也 役
- 長閑の庭（2019年6月2日 - 23日、NHK BSプレミアム）- 中倉亮太 役
- 4分間のマリーゴールド（2019年10月11日 - 12月13日、TBS） - 磯辺健太 役
- ケイジとケンジ〜所轄と地検の24時〜（2020年1月16日 - 3月12日、テレビ朝日） - 亀ヶ谷徹 役
  - ケイジとケンジ、時々ハンジ。（2023年4月13日〈予定〉 - 、テレビ朝日）[6]
- 真夏の少年〜19452020（2020年7月31日 - 9月18日、テレビ朝日） - 柚木原健太 役[7]
- 連続ドラマW  夜がどれほど暗くても（2020年11月22日 - 12月13日、WOWOW） - 天城 役
- 月曜プレミア8「女王の法医学～屍活師～」（2021年・2022年・2023年、テレビ東京） - 安村泰介 役[8]
- 連続ドラマW 正体（2022年3月12日 - 4月2日、WOWOW）- 岩橋刑事 役
- インビジブル（2022年4月15日 - 6月17日、TBS）- 岸幸介 役[9][10]
- インフォーマ（2023年1月20日 - 3月24日、関西テレビ）[11]
- 院内警察（2024年1月12日 - 3月22日、フジテレビ） - 伊藤智 役[12]
- 連続ドラマW 坂の上の赤い屋根（2024年3月3日 - 、WOWOW） - 小泉 役[13]
- 正直不動産2 第9話（2024年3月5日、NHK総合・NHK BSプレミアム4K） - 松井正則 役
- Qrosの女 スクープという名の狂気（2024年10月7日 - 12月9日、テレビ東京） - 和久井了 役[14]

### テレビ番組
NHKBSプレミアム　ちょっとディープな2度目の旅　にて食べ人としてレギュラー出演
- 2度目の◯◯シリーズ　ロサンゼルス編 (2016年)
- 2度目の◯◯シリーズ　ハノイ編 (2017年)
- 2度目の◯◯シリーズ　アンコールワット編 (2017年)
- ２度目の○○シリーズ パリ編 (2018年)
- スマイルスタジアムNST 「西村元貴のアポなし観光」(2024年4月20日 - 、新潟総合テレビ)

### CM
- 日本ケンタッキー・フライド・チキン（2017年2月1日 - ）[15]